# Форино
Форино (мкд. Форино) је насељено место у Северној Македонији, у северозападном делу државе. Форино припада општини Гостивар.

## Географски положај
Насеље Форино је смештено у северозападном делу Северне Македоније. Од најближег већег града, Гостивара, насеље је удаљено 6 km североисточно.
Форино се налази у горњем делу историјске области Полог. Насеље је положено у југоисточном делу Полошког поља. Западно од насеље се пружа поље, док се ка истоку издиже Сува гора. Надморска висина насеља је приближно 490 метара.
Клима у насељу је умерено континентална.

## Становништво
По попису становништва из 2002. године Форино је имало 4.652 становника.
Претежно становништво у насељу су Албанци (99%). 
Већинска вероисповест у насељу је ислам. 